# Skatan (målning)
Skatan (franska: La Pie) är en oljemålning av den franske impressionistiske konstnären Claude Monet från 1868–1869. Den ingår i Musée d'Orsays samlingar i Paris sedan 1984.
Under den hårda vintern 1868–1869 bodde Monet, hans fästmö Camille Doncieux och deras nyfödde son Jean i Étretat i Normandie. På grinden till vänster i bilden målade Monet en skata, vilken har gett målningen dess namn. 